# Dornice
Dornice is een plaats in Slovenië en maakt deel uit van de gemeente Vodice in de NUTS-3-regio Osrednjeslovenska. De plaats telde 66 inwoners op 1 januari 2020.

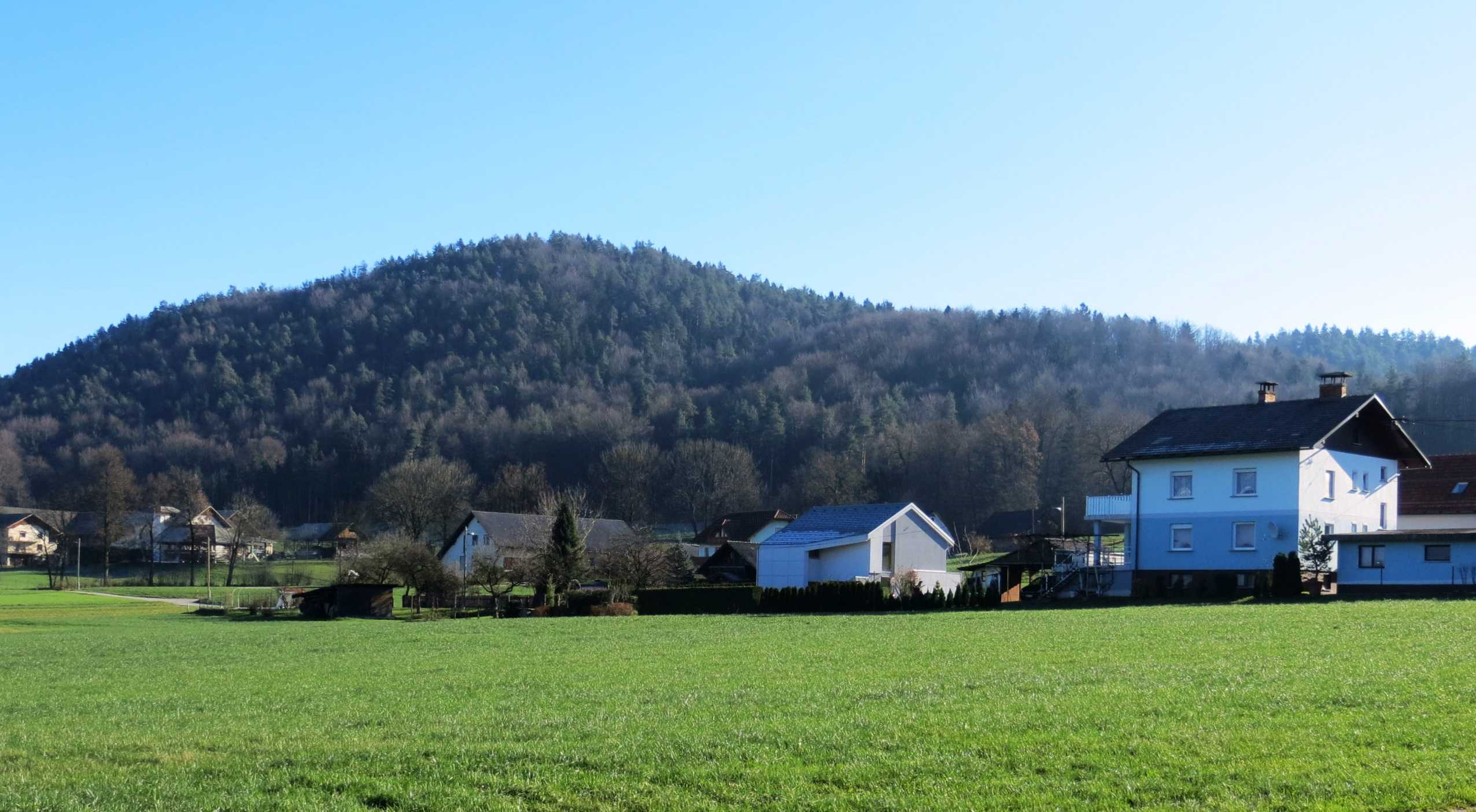
Panorama